# Зебрасти петлован
Зебрасти петлован (лат. Gallirallus torquatus) је врста птице из породице барских кока (лат. Rallidae). Тајновита је, бројна и широко распрострањена врста. Насељава Филипине, индонежанска острва Сулавеси и Салавати (припада покрајини Западна Папуа).